# 베트남 건설부
베트남 건설부(베트남어: Bộ Xây dựng / 部𡏦𥩯)는 베트남의 정부 부처로서 건설, 건축 자재, 주택 및 사무소 건물, 건축, 도시 및 농촌 건설 계획, 도시 인프라, 공공 서비스, 그리고 국영 기업의 국가 자본 소유를 대표한다.

## 부서 단위
- 건설품질검사국
- 주택 및 부동산 시장 관리국
- 도시개발국
- 기반시설국
- 건축재료과
- 건설관리과
- 과학기술환경과
- 건설경제과
- 건축 및 건설 기획과
- 법학부
- 기획재정과
- 국제협력과
- 조직 및 인사과
- 부서감찰청
- 부서청

## 행정 단위
- 건설 신문
- 건설 잡지
- 건축자재연구소
- 건설경제연구소
- 건축, 도시 및 농촌계획 연구소
- 건설과학기술연구소
- 건설 병원

- 송다사 (Song Da Corporation)
- 송홍합자회사 (Song Hong Joint Stock Corporation)